# Пружонка
Пружо́нка (рос. Пружёнка) — річка, що протікає територією Московської области. Ліва притока Ворі (лівої притоки Клязьми).
Основний напрямок течії — на південь і південний схід. Протікає Щолковським районом Московської області біля сіл Огуднева і Душонова; міським округом Чорноголовка біля сіл Макарова і Івановське і потім Ногінським районом Московської області, біля села Бокова і далі знову Щолковським районом, де, за 2 км від села Мізинова, впадає в річку Ворю.